# Grootste Generatie
De Grootste Generatie, soms Grootse generatie genoemd en ook bekend als de G.I.-generatie of de “Tweede Wereldoorloggeneratie”, is de Westerse demografische cohort na de Verloren Generatie en vóór de Stille Generatie. De generatie wordt doorgaans gedefinieerd als mensen geboren tussen 1901 en 1927. Zij werden gevormd door de crisis van de jaren 1930 en waren de voornaamste generatie die de Tweede Wereldoorlog actief beleefde. De meeste mensen van de Grootste Generatie zijn de ouders van de Stille Generatie en de Babyboomers.
De benaming stamt wellicht uit 1953, toen de Amerikaanse generaal James Van Fleet in het Amerikaans Congres de oorlogsgeneratie “een grootse generatie” (“The Greatest Generation”) noemde.

## Interbellumgeneratie
Een deelcohort van de Grootste Generatie is de Interbellumgeneratie, een term die deels is afgeleid van de Latijnse woorden inter en bellum (tussen en oorlog). De benaming wordt gebruikt voor de groep personen die geboren zijn in het eerste decennium van de 20ste eeuw, en vaak nadrukkelijk in de jaren 1901 tot en met 1913. De mensen die geboren zijn in deze periode, waren te jong om dienst te kunnen nemen in het leger tijdens de Eerste Wereldoorlog en over het algemeen te oud om te kunnen dienen tijdens de Tweede Wereldoorlog. Alhoewel velen van hen wel lid van de krijgsmacht waren tijdens het laatstgenoemde conflict.
Mensen die in deze periode zijn geboren, kwamen op volwassen leeftijd tijdens de Roaring twenties, ook wel de roerige jaren twintig of de beginfase van de crisis van de jaren 1930.
Verloren Generatie · Groots(t)e Generatie · Stille Generatie · Babyboomgeneratie · Generatie X · Generatie Y· Generatie Z · Generatie Alfa · Generatie Bèta